# Норьега, Рауль
Рау́ль Норье́га (род. 4 января 1970, Гуаякиль) — эквадорский футболист, защитник. Участник двух Кубков Америки (1993 и 1995).

## Клубная карьера
Футболист начал карьеру в «Барселоне» из Гуаякиль. Первый матч за клуб Рауль сыграл ещё в 1987 году, но игроком стартового состава он стал лишь в 1991 году. В 1993 году футболист перешёл в «Бока Хуниорс», в котором провёл всего один сезон. В 1994 году защитник вернулся в «Барселону». Рауль был игроком основного состава и в 1998 году сыграл в финале Кубка Либертадорес, в котором победу одержал футбольный клуб «Васко да Гама» из Бразилии. В 2003—2005 годах Рауль играл за клуб «Депортиво Куэнка», с которым в 2004 году стал чемпионом Эквадора. Рауль Норьега завершил карьеру игрока в 2009 году.

## Карьера в сборной
В 1988 году футболист сыграл первый матч за сборную Эквадора. В Кубке Америки 1993 года защитник сыграл 6 матчей и забил 1 гол. Сборная Эквадора повторила свой лучший результат на турнире, заняв четвёртое место. Футболист попал в заявку сборной Эквадора на Кубок Америки по футболу 1995, но на поле не выходил.

## Достижения
«Барселона»
- Чемпион Эквадора: 1987, 1989, 1991, 1995, 1997
- Финалист кубка Либертадорес: 1990 , 1998

«Депортиво Куэнка»
- Чемпион Эквадора: 2004